# Hines
|  | Per a altres significats, vegeu «Tiffany Hines». |

Hines és una població del Comtat de Harney a l'estat d'Oregon (Estats Units d'Amèrica).

## Demografia
Segons el cens del 2000 tenia 1.623 habitants., Hines tenia 1.623 habitants, 641 habitatges, i 473 famílies. La densitat de població era de 264,4 habitants per km².
Dels 641 habitatges en un 31,8% hi vivien nens de menys de 18 anys, en un 63,5% hi vivien parelles casades, en un 6,4% dones solteres, i en un 26,2% no eren unitats familiars. En el 21,8% dels habitatges hi vivien persones soles el 8,7% de les quals corresponia a persones de 65 anys o més que vivien soles. El nombre mitjà de persones vivint en cada habitatge era de 2,5 i el nombre mitjà de persones que vivien en cada família era de 2,89.
Per edats la població es repartia de la següent manera: un 26,6% tenia menys de 18 anys, un 6,3% entre 18 i 24, un 27% entre 25 i 44, un 26,1% de 45 a 60 i un 14% 65 anys o més.
L'edat mediana era de 40 anys. Per cada 100 dones de 18 o més anys hi havia 98,7 homes.
La renda mediana per habitatge era de 40.917$ i la renda mediana per família de 43.452$. Els homes tenien una renda mediana de 32.772$ mentre que les dones 22.458$. La renda per capita de la població era de 15.783$. Aproximadament el 6,6% de les famílies i el 9,9% de la població estaven per davall del llindar de pobresa.

## Poblacions properes
El següent diagrama mostra les poblacions més properes.